# Luca Vettori
Luca Vettori (Parma, 26 de abril de 1991) é um ex-jogador de voleibol italiano que atuava na posição de oposto.

## Carreira

### Clube
A carreira de Vettori começou em 2007 atuando pelo Piacenza, com a equipe que disputava o campeonato da Série C, enquanto na temporaída seguinte, disputou o campeonato da Série B2 com a mesma equipe.
Após um ano no atuando no Parma, na Série B1, na temporada 2010–11 integrou o projeto federal do Club Italia, em Roma, novamente na Série B1, onde permaneceu por duas temporadas, estreando também entre os profissionais na temporada 2011–12, na Série A2. Na temporada 2012–13, regressou ao Piacenza, desta vez na Série A1, com a qual conquistou a Copa Challenge de 2012–13 e a Copa Itália de 2013–14.
Na temporada 2014–15 foi contratado pelo Modena, onde permaneceu por três anos, conquistando duas Copas Itália, duas Supercopas Italiana e o Campeonato Italiano de 2015–16, competição na qual foi premiado como melhor jogador.
Na temporada 2017–18, transferiu-se para o Trentino, com o qual conquistou o Campeonato Mundial de Clubes de 2018 e a Copa CEV de 2018–19. Depois de três anos com a equipe do Trentino, para a temporada de 2020–21 o oposto retorna ao Modena.
Em 2021, Vettori foi anunciado como o novo reforço do Shanghai Bright para atuar no campeonato chinês, no entanto, o oposto não competiu o torneio e ficou dez meses sem jogar voleibol devido à pandemia de COVID-19.
Em 2022 o italiano regressa ao continente europeu e anuncia o Narbonne Volley – time da primeira divisão francesa – como novo clube para disputar a temporada 2022–23.
Após ser eliminado nas quartas de final da Ligue A de 2022–23, ao término da referida temporada, Vettori anunciou o fim de sua carreira no dia 7 de agosto de 2023, em sua página oficial do Facebook.

### Seleção
Entre 2008 e 2011, Vettori jogou nas seleções juvenis da Itália. Em 2012 obteve as primeiras convocações para a seleção adulta italiana, com a qual, em 2013, conquistou a medalha de bronze na Liga Mundial, o vice-campeonato do Campeonato Europeu e o segundo lugar na Copa dos Campeões. No ano seguinte, voltou a conquistar uma medalha de bronze na Liga Mundial de 2014.
Em 2015 conquistou a medalha de prata na Copa do Mundo e a medalha de bronze no Campeonato Europeu. No ano seguinte, em sua primeira particiapação olímpica, representou seu país nos Jogos Olímpicos de Verão no Rio de Janeiro, onde conquistou a medalha de prata ao perder a final para a seleção brasileira.
No ano seguinte ficou com o vice-campeonato da Copa dos Campeões de 2017 ao vencer 5 da 4 partidas disputadas. No mesmo ano ficou em quinto lugar pelo Campeonato Europeu de 2017.
Em 2021, em sua segunda convocação olímpica, terminou em sexto lugar nos Jogos Olímpicos, em Tóquio.

## Títulos
Pallavolo Piacenza
- Copa Challenge: 2012–13
- Copa Itália: 2013–14

Modena Volley
- Campeonato Italiano: 2015–16
- Copa Itália: 2014–15, 2015–16
- Supercopa Italiana: 2015, 2016

Trentino Volley
- Mundial de Clubes: 2018
- Copa CEV: 2018–19

## Clubes
| Anos      | Clube                |
| --------- | -------------------- |
| 2007–2009 | Volley Piacenza B    |
| 2009–2010 | Volley Parma         |
| 2010–2012 | Club Italia          |
| 2012–2014 | Copra Elior Piacenza |
| 2014–2017 | Azimut Modena        |
| 2017–2020 | Itas Trentino        |
| 2020–2021 | Leo Shoes Modena     |
| 2021–2022 | Shanghai Bright      |
| 2022–2023 | Narbonne Volley      |

## Prêmios individuais
- 2013: Campeonato Europeu – Melhor atacante
- 2015: Supercopa Italiana – MVP
- 2016: Copa Itália – MVP